# Sunagocia sainsburyi
Sunagocia sainsburyi is een straalvinnige vissensoort uit de familie van platkopvissen (Platycephalidae). De wetenschappelijke naam van de soort is voor het eerst geldig gepubliceerd in 2004 door Knapp & Imamura.